# Brasema
Brasema is een geslacht van vliesvleugeligen uit de familie Eupelmidae. De wetenschappelijke naam van dit geslacht is voor het eerst geldig gepubliceerd in 1884 door Cameron.

## Soorten
Het geslacht Brasema omvat de volgende soorten:
- Brasema acauda (Ashmead, 1904)
- Brasema alasorae Risbec, 1956
- Brasema allynii (French, 1882)
- Brasema andropogonae Risbec, 1956
- Brasema antiphonis (Girault, 1922)
- Brasema aprilis (Ashmead, 1904)
- Brasema aurata (Ashmead, 1886)
- Brasema barda (Girault, 1917)
- Brasema basicuprea (Walker, 1852)
- Brasema brevicauda (Crawford, 1908)
- Brasema brevispina Cameron, 1884
- Brasema bruchivora (Crawford, 1908)
- Brasema cerambycoboidea (Girault, 1917)
- Brasema chapadae (Ashmead, 1904)
- Brasema cleri (Ashmead, 1894)
- Brasema coccidis (Girault, 1917)
- Brasema corumbae (Ashmead, 1904)
- Brasema cyanea (Ashmead, 1904)
- Brasema dryophantae (Ashmead, 1886)
- Brasema fantsiliae Risbec, 1956
- Brasema flavovariegata (Ashmead, 1888)
- Brasema fonteia (Walker, 1847)
- Brasema hetricki (Burks, 1964)
- Brasema homeri (Girault, 1922)
- Brasema incredibilis (Girault, 1926)
- Brasema inyoensis (Girault, 1916)
- Brasema juglandis (Ashmead, 1894)
- Brasema lacinia Gibson, 1995
- Brasema lamachus (Walker, 1847)
- Brasema lambi (Girault, 1915)
- Brasema leersiae Risbec, 1956
- Brasema leucothysana Gibson, 1995
- Brasema limneriae (Howard, 1897)
- Brasema longicauda Gibson, 1995
- Brasema macrocarpae (Ashmead, 1888)
- Brasema maculicornis Cameron, 1905
- Brasema maculipennis Cameron, 1905
- Brasema mandrakae (Risbec, 1952)
- Brasema mawsoni (Girault, 1915)
- Brasema neococcidis (Peck, 1951)
- Brasema neomexicana (Girault, 1916)
- Brasema nigripurpurea (Girault, 1913)
- Brasema peruviana (Crawford, 1912)
- Brasema planivertex (Girault, 1925)
- Brasema proxima (Ashmead, 1904)
- Brasema rara (Kalina, 1984)
- Brasema rhadinosa Gibson, 1995
- Brasema rosae (Ashmead, 1882)
- Brasema schizomorpha Gibson, 1995
- Brasema seyrigi (Risbec, 1952)
- Brasema silvai (Brèthes, 1917)
- Brasema speciosa (Girault, 1916)
- Brasema sphaericephalus (Ashmead, 1886)
- Brasema stenus (Boucek, 1968)
- Brasema sulcata (Ashmead, 1900)
- Brasema willei (Brèthes, 1927)